# Turmhügelburg Leinroden
Die Turmhügelburg Leinroden, auch Burg Roden oder Schlossturm genannt, ist eine Höhenburg vom Typus einer Turmhügelburg (Motte) auf 394 m ü. NHN südlich von Leinroden, Ortsteil der Gemeinde Abtsgmünd, im Wald versteckt auf einem Burghügel am Abhang des Leintals im Ostalbkreis in Baden-Württemberg.

## Geschichte
Die Burg wurde im 12. Jahrhundert erbaut. 1147 wird erstmals ein Odalrich de Roden als Besitzer erwähnt. Als weitere Besitzer werden 1354 die Familie von Pfahlheim, 1369 die Familie von Zipplingen, 1377 die Familie von Rechberg, 1409 die Familie von Woellwarth, 1815 der Freiherr von Uechtritz, 1910 Dr. Walter Schuster und 1933 Frau Gertrud Weise-Andreae genannt.
Die heutigen Besitzer haben den Turm 1984/85 umfassend renoviert und ihn so weit wie möglich in seinem ursprünglichen Zustand erhalten. Die schonende Renovierung wurde 1986 mit dem Denkmalschutzpreis Baden-Württemberg gewürdigt.

## Anlage
Die Turmhügelburg wurde auf einem künstlich aufgeschütteten Hügel mit einer Höhe von 15 bis 20 Metern vor dem Berghang errichtet, möglicherweise zunächst mit einem hölzernen Wohnturm. Ein in die Lein mündender Bach diente als Wasserspender und als östlicher Flankenschutz.
Der romanische Steinturm wurde vermutlich vor 1160 erbaut. Buckelquader bezeugen einen Bau aus der Stauferzeit. Der Turm hat eine Höhe von 20 Metern und eine Grundfläche von 8,5 × 8,5 Metern. Der ursprüngliche Eingang befand sich an der Ostseite in etwa 6 Meter Höhe und ist heute mit einem vergitterten Fenster versehen. In dem verputzten Stockwerk entstanden um 1500 Wohnräume. Damals wurde im Inneren eine gotische Treppe zu den Wohnräumen eingebaut. Der Fachwerkaufbau stammt aus dem 16./17. Jahrhundert. Der heutige Eingang an der Nordseite des Turms ist in neuerer Zeit entstanden und wurde in den Keller des Turmes gebrochen.
Ursprünglich war die Anlage von einer Mauer umgeben. Im 19. Jahrhundert sind Nebengebäude auf dem Turmgelände nachgewiesen. Auf der zum Leintal gerichteten Mottenseite ist noch der Keller eines der verschwundenen Nebengebäude erhalten. Der Burggraben ist erhalten.
Die Turmburg, die sich heute, außer der verschwundenen Mauer, so darstellt wie zur Erbauungszeit, gilt als herausragendes Zeugnis mittelalterlicher Profanarchitektur und zugleich als einer der am besten erhaltenen steinernen Wohntürme aus dem 12./13. Jahrhundert in Baden-Württemberg.

## Bilder

Wappen der Herren von Roden
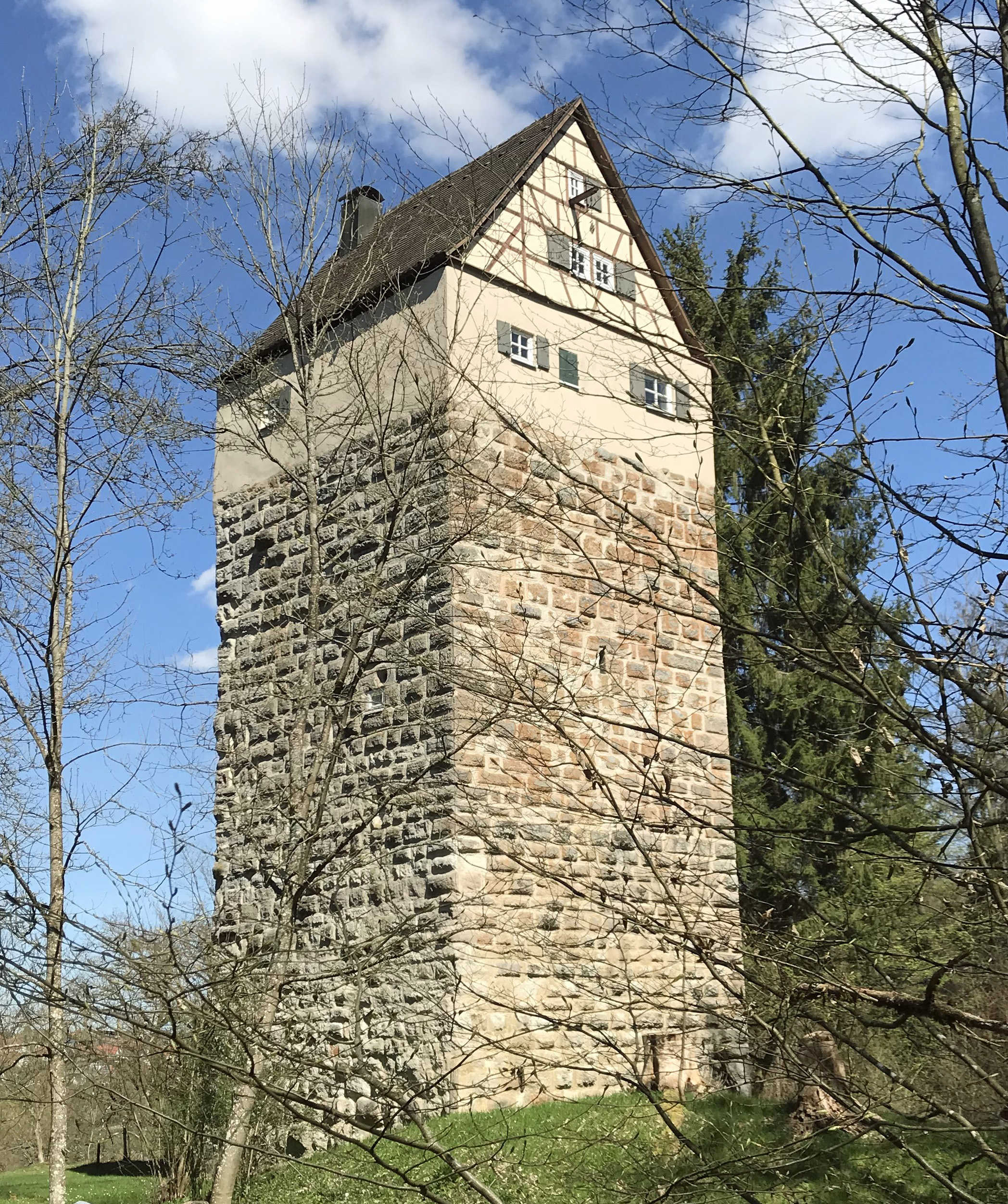
Ansicht von Südwesten aus gesehen
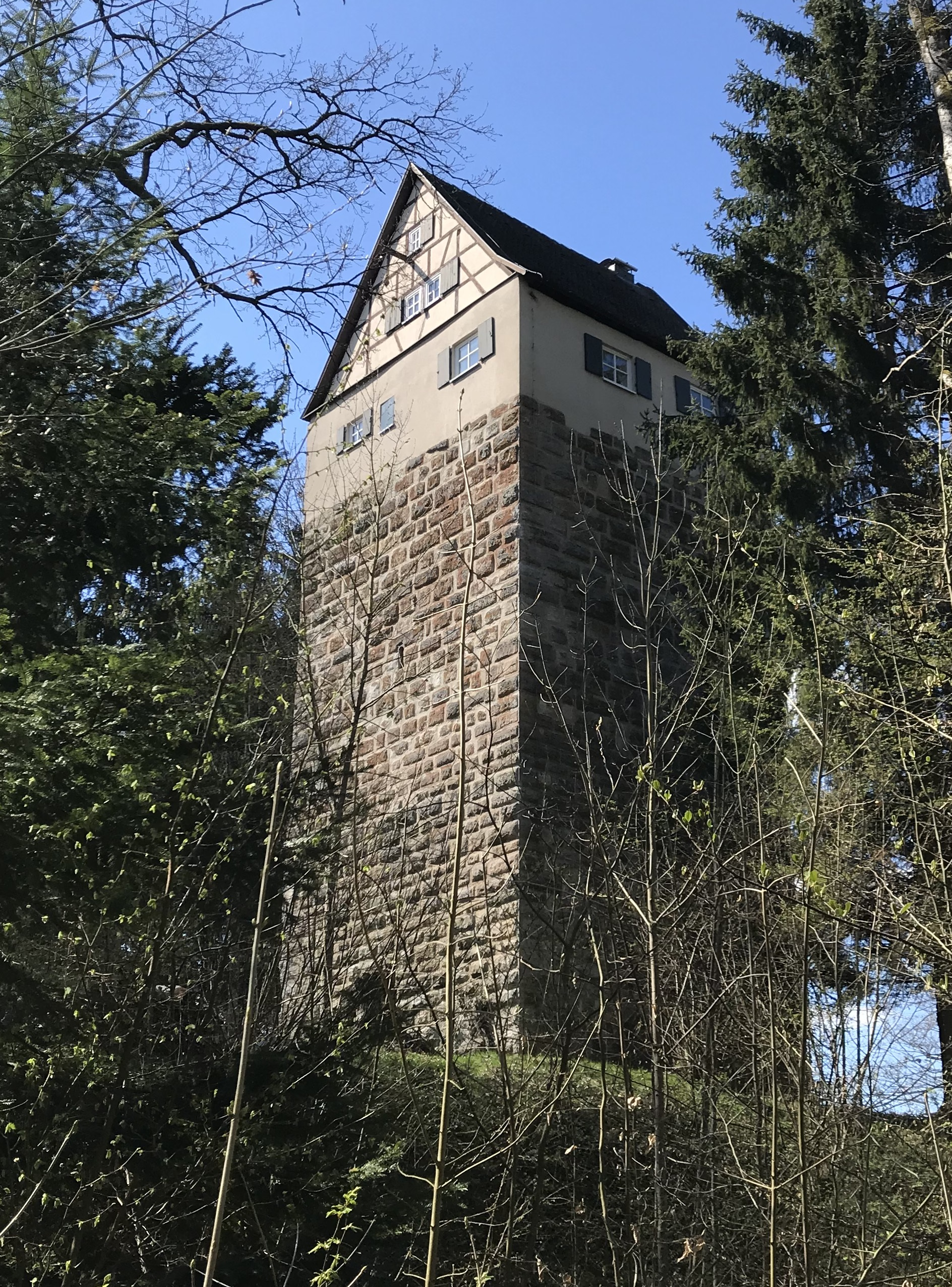
Ansicht von Südosten aus  gesehen
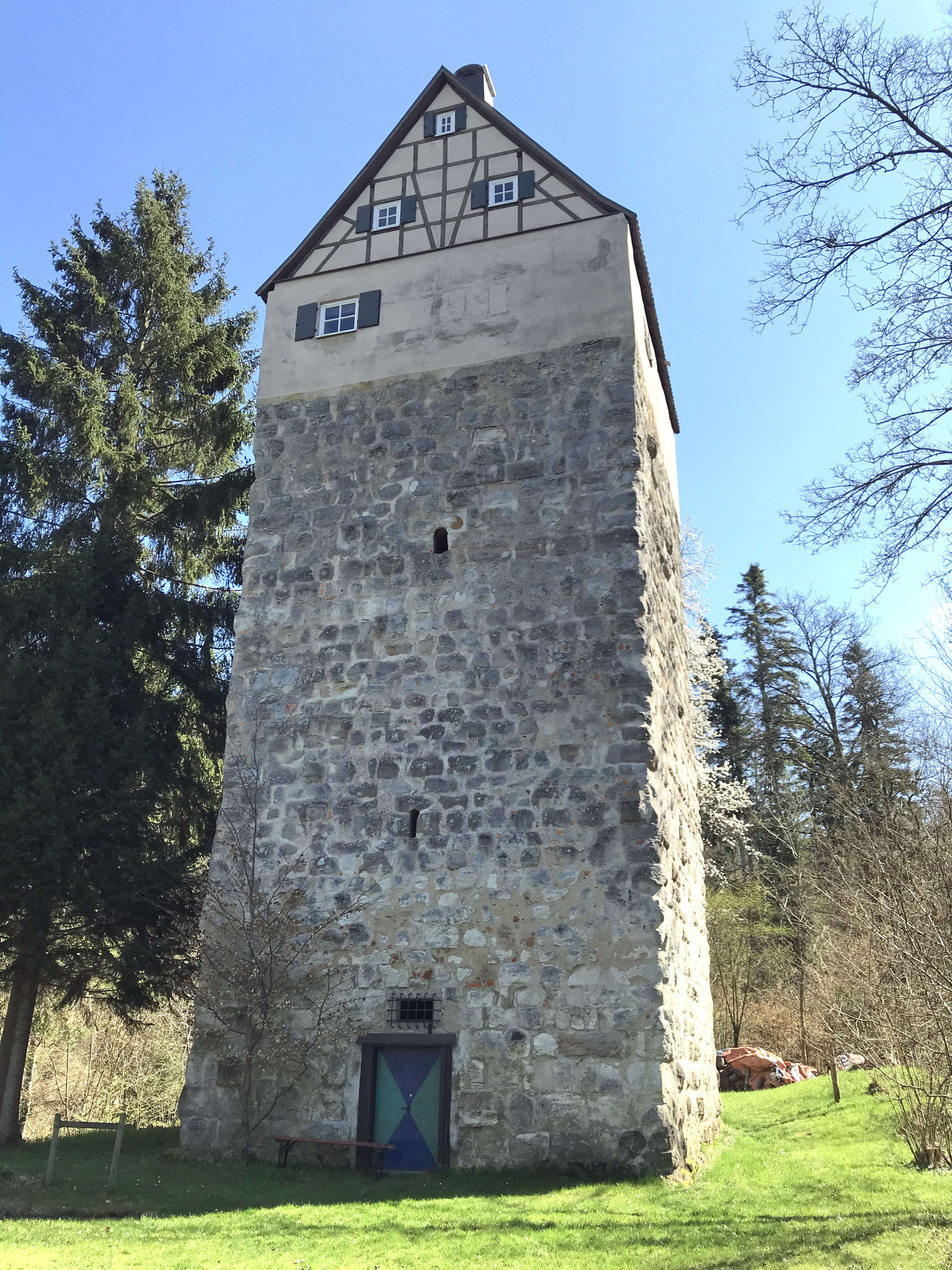
Nordwand mit heutigen Eingang
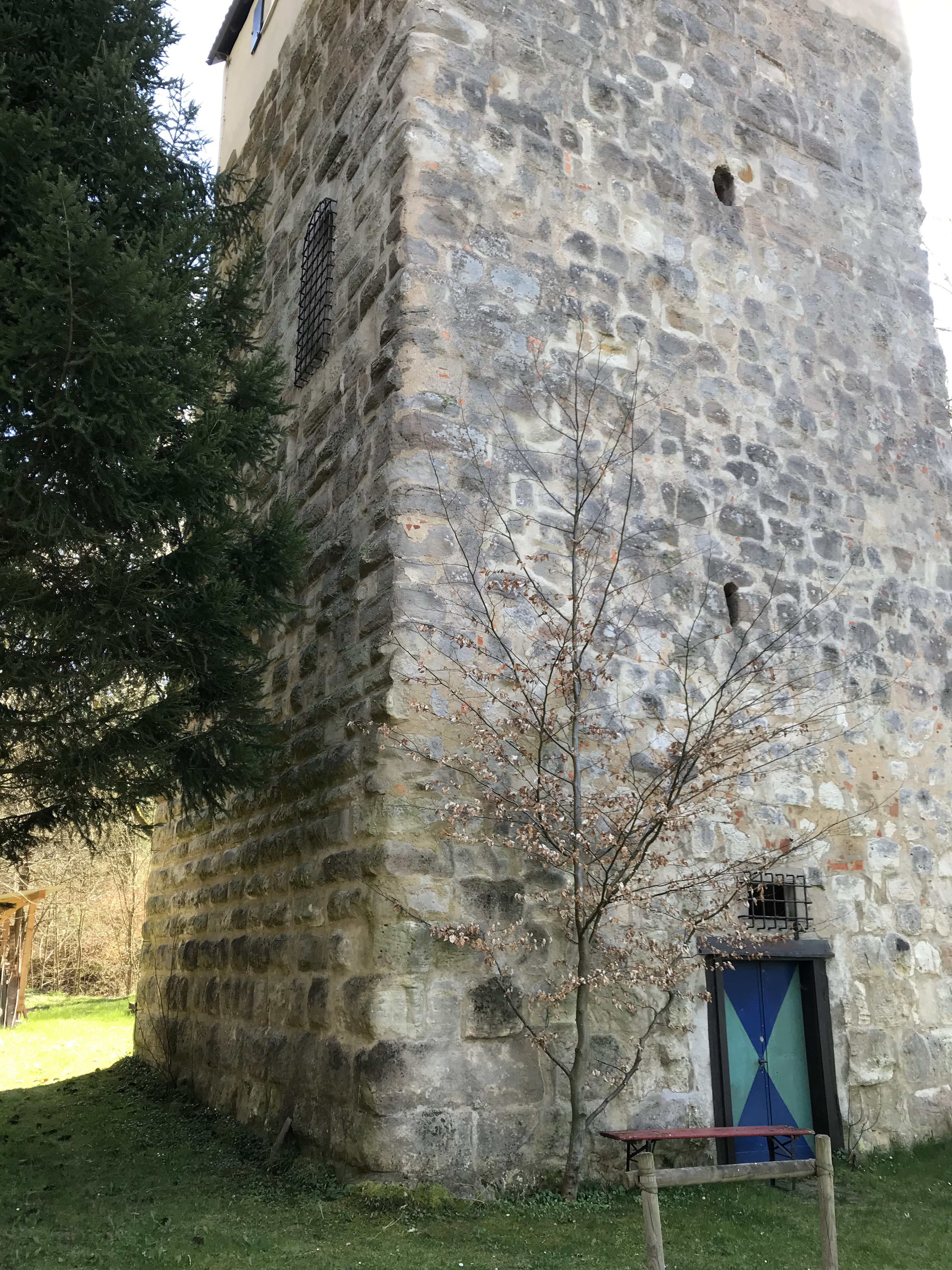
Ostwand mit ursprünglichem Eingang auf 6 Meter Höhe (heute vergittert)